# Heather Greenwood
Heather Greenwood (* um 1958) ist eine US-amerikanische Schwimmerin.
Bei den Schwimmweltmeisterschaften 1973 gewann sie die Goldmedaille über die 400 Meter Freistil in 4:20,28 Minuten vor Keena Rothhammer. Mit der 4 × 100-m-Freistilstaffel der USA gewann sie Silber hinter den Staffelfrauen der DDR. Zwei Jahre später errang sie bei den Weltmeisterschaften in Cali jeweils Silber über die 800 Meter Freistil sowie erneut mit der Freistilstaffel.